# Iolonioro (departamento)
Iolonioro é um departamento ou comuna da província de Bougouriba no Burkina Faso. A sua capital é a cidade de Iolonioro.
Em 1 de julho de 2018 tinha uma população estimada em 35151 habitantes.